# Колеохете
Колеохете (лат. Coleochaete) — род нитчатых водорослей семейства Колеохетовые (Coleochaetaceae Nägeli) из отдела харофитовых водорослей, относящегося к зелёным растениям (Viridiplantae).
Эпифиты, произрастающие в пресной воде обычно на водных растениях, или на неорганических твёрдых субстратах, таких как стекло или пластиковый мусор, попавших в воду.
В аквариумистике представители рода являются основной причиной зелёного налёта на стёклах, растениях и декорациях аквариума, и наиболее известны под ошибочным обиходным названием ксенококкус (или жарг. «ксен»), от научного названия другого семейства цианобактерий Ксенококковые (Xenococcaceae Ercegovic, 1932) и рода Ксенококкус (Xenococcus).
Род получил название от греческих слов koleon (ножны, колчан) и chaetos (волосы).

## Описание

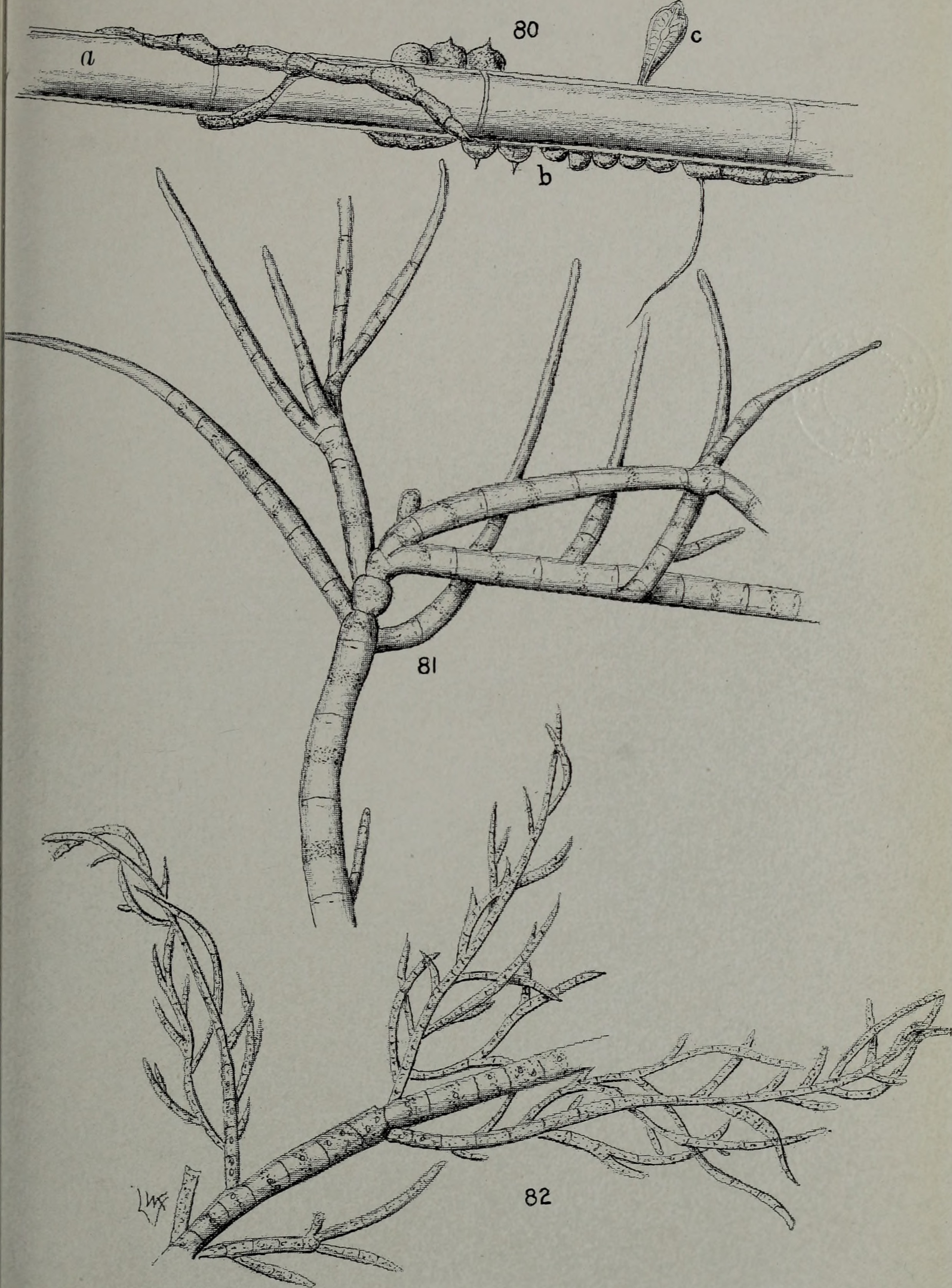

Представители рода образуют слоевища из нитей, форма слоевищ зависит от вида. Большинство видов образуют слои из плотно упакованных нитей, которые напоминают ткань, называемую псевдопаренхимой; у некоторых видов нити слабо разветвлены.
Род представлен видами, формирующими три типа слоевищ. Одни виды, покрывая поверхности субстрата распростёртыми и вертикальными прямостоячими разветвленными нитями-волокнами, образуют подушкообразные слои (например Coleochaete pulvinata). У других прямостоячие нити отсутствуют, их слоевища состоят только из рыхлых ползучих нитей (Coleochaete divergens). Третьи сложены распростёртыми разветвленными нитями, образующими плотные слоевища (псевдопаренхиму), сросшиеся в слой дискообразной формы (Coleochaete scutata).
У всех видов нити состоят из одинарных клеток, нити часто ветвятся или неравномерно расходятся. Размер вегетативных клеток меняется от 5,5 до 38,5 мкм, в зависимости от вида. Каждая клетка имеет ядро и только один пластинчатый хлоропласт у стенки, каждый с 1 или 2 заметным пиреноидами. Антеридий меньше, зиготы больше.
Некоторые клетки несут характерные волоски-щетинки, которые выступают под прямым углом и закреплены в клеточной стенке. Основание щетинки обычно заключено в студенистую оболочку. Щетинки рассматриваются как защитные механизмы, сломанные щетинки выделяют отпугивающее вещество. Волосковые клетки имеют круглые пластиды, которые могут вращаться. Ядро одиночное.

## Размножение и жизненный цикл
Размножается как бесполым, так и половым путем.
При бесполом размножении из каждой клетки образуется зооспора с двойным жгутиком, без глазных пятен.
Зооспоры выделяются через специальные поры в клеточной стенке, через которые они выходят амебоидными движениями. После фазы плавания они оседают на подходящем субстрате, поглощают жгутики и секретируют клеточную стенку; из этого слоевище вырастает как родительский организм. Зооспоры могут возникать круглый год, но чаще всего встречаются в начале лета. В качестве альтернативы, при неблагоприятных условиях окружающей среды образуются очень толстостенные несмещенные споры, так называемые апланоспоры.
Половое размножение оогамное, происходит в разное время вегетационного периода в зависимости от вида.
При половом размножении, в зависимости от вида, существуют талломы, в которых оба пола образуются на одной особи (однодомные), или те, в которых они находятся на разных особях, то есть раздельнополые.
Как и в случае сосудистых растений, антеридии расположены на концах клеточных нитей. Каждый антеридий производит только один единственный сперматозоид, бесцветный или бледно-зелёный.
Также терминальные или краевые женские растения или оогонии остаются на материнском организме, они не высвобождаются. Обычно они имеют форму бутылки и образуют удлинение клеточной стенки в форме шеи, известное как трихогин.
У спелых оогоний верхушка отростка открывается, и в воду выделяются вещества, привлекающие сперматозоиды. После проникновения сперматозоида и оплодотворения, трихогин отделяется перегородкой.
Оогония становятся очень большой после оплодотворения (до 150 микрометров) из-за накопления резервных веществ материнского организма. Они образуют массивную клеточную стенку, которая также окружена клеточными нитями, растущими из материнского организма, которые образуют замкнутую псевдопаренхимальную оболочку или кору. Позже эта структура становится коричневой и называется спермокарпом. Остается после того, как материнский организм умирает или впадает в спячку. В благоприятных условиях окружающей среды происходит мейоз, а затем деление до образования примерно от 8 до 32 дочерних клеток. Каждая из этих клеток в конечном итоге трансформируется в жгутиковые мейозооспоры, которые высвобождаются после разрыва оболочки, из которых после оседания на субстрате и развиваются в новые слоевища.

## Распространение и экология
Виды этого рода широко распространены по всему миру, встречаются в тропическом, умеренном и арктическом/антарктическом регионах, предпочитают селится в пресных стоячих водах, обычны в озёрах, растут на твердых субстратах, в основном на эпифитных водных растениях или на затопленных побегах тростниковых растений, таких как рогоз, крепятся к погруженным в воду листьям и стеблям прибрежных растений, слоевищам более крупных водорослей или неорганическим материалам. Часто растут на стеклянных стенках аквариумов. Селятся на харовых водорослях, особенно из родов Chara и Nitella. Европейские и североамериканские виды явно предпочитают бедные питательными веществами (олиготрофные) воды и исчезают при эвтрофикации. О биологии тропических видов известно немного.

## Филогения и систематика
Биохимические и молекулярные данные показывают тесную связь с происхождением высших наземных растений.
Рассматриваются как одна из двух наиболее вероятных сестринских групп для наземных растений, наряду с Characeae.
Эти водоросли обладают одними из самых ранних и простых способов роста многоклеточных растений, являются идеальными модельными организмами для синтетической биологии. Легко культивируются, к ним легко применимы методы, использовавшиеся для изучения хорошо известного модельного организма — Arabidopsis thaliana.

## Таксономия
Coleochaete Bréb., Description de deux nouveaux genres d’algues fluviatiles. Annales des Sciences Naturelles, Botanique, Sér. 3 1: 25—31, 2 pls. 1844, nom. cons
Синоним
Phyllactidium Kützing, 1843

### Виды
Известно около 25 видов. Общепризнанными считаются от 10 до 12 видов. Наиболее изучены виды из Европы и Северной Америки.
- Coleochaete aggregatum M.R.Khan & A.K.Islam
- Coleochaete andreae Szymanska
- Coleochaete areolata Entwisle & S.Skinner
- Coleochaete baileyi K.Möbius
- Coleochaete circularis Szymanska
- Coleochaete conchata K.Möbius
- Coleochaete disjuncta Tiffany
- Coleochaete divergens Pringsheim
- Coleochaete echinocystis H.Szymanska
- Coleochaete irregularis Pringsheim
- Coleochaete islamii M.R.Khan
- Coleochaete leve (Bailey) P.Sarma & V.J.Chapman
- Coleochaete nitellarum Jost
- Coleochaete orbicularis Pringsheim
- Coleochaete pseudosoluta Gauthier-Lièvre
- Coleochaete pulvinata A.Braun
- Coleochaete reptans (Düringer) A.K.Islam & M.R.Khan
- Coleochaete sampsonii Transeau
- Coleochaete scutata Brébissontypus
- Coleochaete sieminskiana H.Szymanska
- Coleochaete soluta (Brébisson) Pringsheim
- Coleochaete spalikii H.Szymańska